# Armer Schlucker

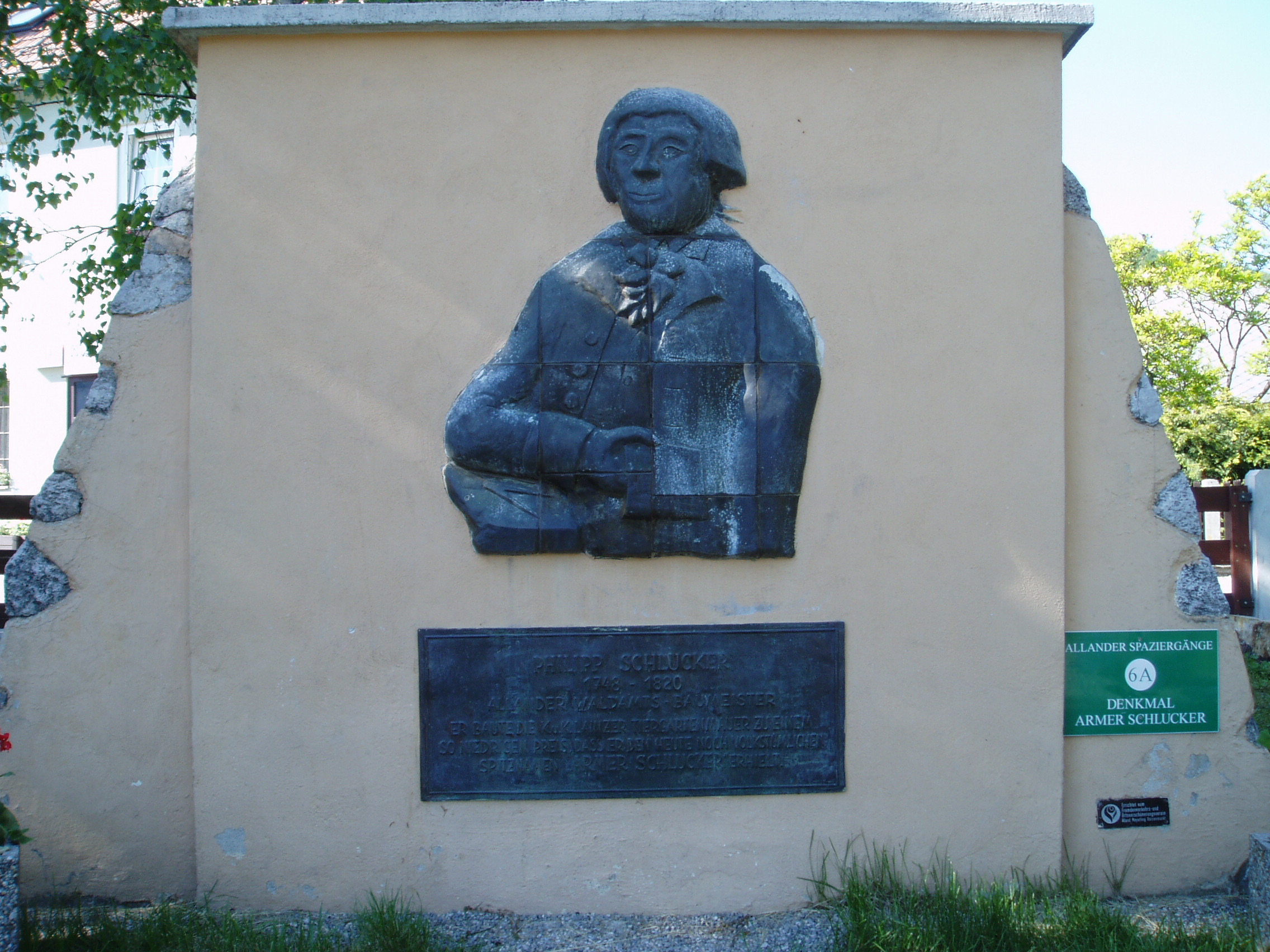
Schluckerdenkmal in Alland im Gemeindepark

Die Redewendung Armer Schlucker geht offensichtlich auf eine Weiterentwicklung des Ausdrucks „Schlucker“ für „Schlemmer“ zurück, die bereits im 14. Jahrhundert belegt ist. Im 16. wurde daraus die mitleidige Redensart vom armen Schlucker, der alles schlucken muss, was er nur bekommen kann. Laut Röhrich, Lexikon der sprichwörtlichen Redensarten, entwickelte sich daraus zudem die Bedeutung „bemitleidenswerter Mensch“, und er führt auch das im 16.–18. Jahrhundert gebräuchliche Gegenstück der Redensart „ein guter Schlucker sein“ auf für jemanden, der gerne isst und trinkt und dabei eine ehrliche Haut ist.
Die Redewendung gab es etwa schon bei Hans Sachs:
ich lauff da her üeber das felt,
den winter kalt ich hab kain gelt,
wo solt ich armer schluecker naus
den after winter halten haus.
In Österreich wird die Redensart gleichwohl fälschlich auf wesentlich später ins Kraut schießende Geschichten rund um den Allander Waldamts Baumeister Philipp Schlucker (1748–1820) zurückgeführt.
Dieser baute – nach einer öffentlichen Ausschreibung – in der Regierungszeit von Kaiser Joseph II. von 1782 bis 1787 die etwa 22 Kilometer lange Mauer um den Lainzer Tiergarten zu einem Sechstel des Preises der Konkurrenz aus der Stadt Wien. Die Wiener Bevölkerung, beeinflusst durch die unterlegene Konkurrenz, befürchtete aufgrund dieses angeblichen Dumpingpreises, dass er bankrottgehen würde. Man sprach daher vom Armen Schlucker. Er stellte aber die Mauer nach fünf Jahren Bauzeit ordnungsgemäß fertig. Das Kaiserhaus soll so zufrieden gewesen sein, dass man ihm den Titel „Waldamts Baumeister“ verlieh.
Weiter finden sich Geschichten darüber, dass der Baumeister Schlucker vielleicht auch aus Sparsamkeit einige Eingänge in den Tiergarten zu bauen vergaß. Dies habe zu einer hohen Strafe seitens des Bauherrn (Kaisers) und darüber hinaus dazu geführt, dass Schlucker die Eingänge nachfertigen lassen musste und dadurch in den Ruin getrieben wurde.
Dass es sich bei den Geschichten über den „armen Schlucker“ um offensichtliche Erfindungen handelt, belegt die Tatsache, dass um 1800 von Philip Schlucker der Kirchturm der Pfarrkirche Alland, der sich geneigt hatte, neu errichtet wurde und 1802 in Hafnerberg die heute noch benutzte Straße ins Triestingtal in den Berg gebaut, die – wie das dortige Gasthaus – wegen ihrer Serpentinen der Kleine Semmering genannt wird. Er war also etwa fünf Jahre nach dem angeblichen Ruin noch gut im Geschäft.
Im 13. Wiener Gemeindebezirk ist eine Gasse nach ihm benannt.